# Kidderminster
Kidderminster – miasto w zachodniej Anglii, w hrabstwie Worcestershire, w dystrykcie Wyre Forest, położone nad rzeką Stour. W 2011 roku ludność miasta wynosiła 55 530 mieszkańców.
Przez miasto przebiega kanał Staffordshire and Worcestershire Canal.

## Miasta partnerskie
- Husum[2]